# Wolfgang Zeller
Wolfgang Friedrich Zeller (* 12. September 1893 in Biesenrode, Landkreis Mansfeld-Südharz; † 11. Januar 1967 in Berlin) war ein deutscher Komponist u. a. von Filmmusik.

## Leben

### Kindheit und Jugend
Zeller wurde 1893 in Biesenrode im Harz als Sohn eines Pfarrers geboren. Mit acht Jahren bekam er Violinunterricht, bereits während der Schulzeit begann er zu komponieren. Nach dem Abitur in Potsdam nahm Zeller Unterricht bei dem Münchener Geigenvirtuosen Felix Berger sowie in Berlin bei dem Komponisten Jean Paul Ertel. Zwischen Oktober 1914 und November 1918 nahm Zeller als Soldat am Ersten Weltkrieg teil.
Nach dem Krieg entstanden größere Kompositionen für Orchester sowie Kammermusik und Lieder. Er fand eine Anstellung als Geiger im Orchester der Berliner Volksbühne und war von 1921 bis 1929 Komponist und Dirigent der Schauspielmusik.

### Filmmusik
Durch die Scherenschnitt-Künstlerin Lotte Reiniger kam Zeller mit der Filmmusik in Kontakt und schrieb die Musik für ihren stummen Animationsfilm Die Abenteuer des Prinzen Achmed, der 1926 in Berlin uraufgeführt wurde. Weitere Film-Kompositionen (z. B. für Hans Kyser, Walter Ruttmann) folgten. Bald war Zeller einer der gefragtesten und meistgespielten Filmkomponisten seiner Zeit.
Zeller, der zwar nicht der NSDAP angehörte, schrieb in der Zeit des Nationalsozialismus neben unverfänglichen Werken wie der Filmmusik zu Der zerbrochene Krug (1937) oder Immensee (1943) die Musik zu verschiedenen nationalsozialistischen Propagandafilmen, die später von den alliierten Militärregierungen verboten wurden, darunter Das alte Recht (1934), ein Film, der für das Erbhofgesetz des NS-Regimes warb, Thüringer Land – dem Führer die Hand (1934), Der alte und der junge König, Ewiger Wald (1936), in dem der „Mythos des deutschen Waldes in Beziehung zum Volk [...] in Sinne der NS-Propaganda“ dargestellt wird Ritt in die Freiheit (1937), Der Herrscher (1937), ein Film von Veit Harlan, der die „Wandlung eines egoistischen bürgerlichen Verlegers zum nationalsozialistischen Wirtschaftsführer“ darstellt und nach Ernst Klee eine „Hitlerhuldigung“ ist, Petermann ist dagegen (1938) nach August Hinrichs, ein Film der Werbung für die KdF-Reisen macht, Du und ich (1938) nach dem Roman Du selber bist das Rad von Eberhard Frowein, Ziel in den Wolken (1938), ein Film, der „der Werbung für die Luftrüstung des Reiches“ diente. Im selben Jahr schlug ihn Oswald Lehnich, der Präsident der Reichsfilmkammer für den Reichskultursenat vor. Zeller stand 1944 in der Gottbegnadeten-Liste des Reichsministeriums für Volksaufklärung und Propaganda.
Es folgten weitere Kompositionen zu NS-Filmen, die 1945 verboten wurden, wie die Musik zum Abenteuerfilm Der Gouverneur (1939) nach dem Schauspiel Die Fahne von Otto Emmerich Groh, sowie die Musik zu dem antisemitischen Hetzfilm Jud Süß (1940) von Veit Harlan. 1941 komponierte er die Filmmusik zu Menschen im Sturm, ein Film, in dem Volksdeutsche als unterdrückte Minderheit in Jugoslawien dargestellt werden. Ferner schrieb er 1940 eine Bühnenmusik zu Shakespeares Schauspiel Ein Sommernachtstraum als Ersatz für die übliche Bühnenmusik von Felix Mendelssohn Bartholdy.
Nach dem Zweiten Weltkrieg wurde Zeller 1945 Erster Kapellmeister der Komödie und des Theaters am Kurfürstendamm. Daneben arbeitete er weiterhin als Filmkomponist und schrieb auch Musik für antifaschistische Filme wie Ehe im Schatten (1947) und Morituri (1948). Zellers letzte Arbeit ist die Musik zu dem Dokumentarfilm Serengeti darf nicht sterben (1959) von Bernhard Grzimek.

### Gesellschaftliches
Zeller war Mitglied der Christlichen Friedenskonferenz. Er wurde auf dem Waldfriedhof Zehlendorf beerdigt.

## Filmmusik (Auswahl)
- 1920: Der Dummkopf
- 1926: Die Abenteuer des Prinzen Achmed
- 1927: Luther – Ein Film der deutschen Reformation
- 1929: Melodie der Welt
- 1929: Das Land ohne Frauen
- 1931: Feind im Blut
- 1931: Menschen im Busch (Dokumentarfilm)
- 1932: Vampyr – Der Traum des Allan Grey
- 1932: Die Herrin von Atlantis
- 1932: Unmögliche Liebe
- 1933: Insel der Dämonen (Dokumentarfilm)
- 1936: Ewiger Wald (Dokumentarfilm)
- 1935: Der alte und der junge König
- 1937: Der Herrscher
- 1937: Der zerbrochene Krug
- 1938: Fahrendes Volk
- 1938: Du und ich
- 1939: Robert Koch, der Bekämpfer des Todes
- 1939: Der Gouverneur
- 1940: Jud Süß
- 1941: Menschen im Sturm
- 1942: Andreas Schlüter
- 1943: Immensee
- 1944: Der verzauberte Tag
- 1944/48: Das kleine Hofkonzert
- 1944/54: Ein toller Tag
- 1945: Der Puppenspieler (unvollendet)
- 1947: Ehe im Schatten
- 1948: Morituri
- 1948: Grube Morgenrot
- 1948: … und wenn’s nur einer wär’ …
- 1949: Die letzte Nacht
- 1949: Mordprozess Dr. Jordan
- 1949: Schicksal aus zweiter Hand
- 1950: Schatten der Nacht
- 1950: Die Lüge
- 1951: Unsterbliche Geliebte
- 1952: Zwei Menschen
- 1953: Rote Rosen, rote Lippen, roter Wein
- 1953: Mit siebzehn beginnt das Leben
- 1954: Ännchen von Tharau
- 1956: Meine 16 Söhne
- 1956: Ein Herz kehrt heim
- 1956: Kein Platz für wilde Tiere
- 1958: Die Landärztin
- 1959: Serengeti darf nicht sterben